# Kitsep Dorji Namgyal
Kitsep Dorji Namgyal foi um Desi Druk do Reino do Butão, reinou por duas vezes, da primeira vez esteve à frente dos destinos do reino de 1873 a 1877 e da segunda de 1878 a 1879. Foi antecedido no trono por Jigme Namgyal, (que reinou por duas vezes) tendo-lhe seguido Chogyal Zangpo.